# CD-42 4258
CD-42 4258 — хімічно пекулярна зоря спектрального класу
Si й має видиму зоряну величину в смузі V приблизно 10,0.